# Потёмкинская лестница
Потёмкинская лестница (укр. Потьомкінські сходи) — бульварная лестница в Одессе. Архитектурное сооружение в стиле классицизма является памятником архитектуры первой половины XIX века и одной из главных достопримечательностей города. С верхних ступеней лестницы открывается широкая панорама морского порта, гавани и Одесского залива.
Спроектирована архитекторами Ф. К. Боффо, А. И. Мельниковым и К. И. Потье в 1835 году, построена в 1837—1841 годах с участием инженеров Джона Уптона и Григория Морозова. В XIX — начале XX века не имела имени собственного и её называли по-разному даже в одни и те же периоды. На старых открытках с её изображением и в документах присутствуют надписи: лестница Николаевского бульвара, лестница при Николаевском бульваре, Ришельевская лестница, Бульварная лестница, Портовая, Большая лестница, Каменная лестница, лестница бульвара Фельдмана (с 1919 по 1941 год), Приморская, Потёмкина, Потёмкинская.
Задуманная как парадный вход в город с моря, лестница стала доминантой архитектурного облика Одессы и её символом. Александр Грин называл лестницу знаменитой, Жюль Верн — монументальной, Александр Николаевич Островский — единственной в своём роде, а Марк Твен — великолепной. Многократно описанная путешественниками, писателями и поэтами, лестница спускается ритмическими уступами от Приморского бульвара к Приморской улице, за которой располагается пассажирский терминал Одесского морского порта. Её считают одной из самых знаменитых лестниц мира.
Первоначально лестница состояла из 200 ступеней, разделённых площадками на 10 равных маршей. В настоящее время лестница состоит из 10 маршей и 192 ступеней, так как при расширении территории порта и устройстве насыпной набережной восемь нижних ступеней были утеряны. С двух сторон лестница обрамлена каменными парапетами двухметровой толщины. Высота лестницы — 27 метров, длина — 142; она построена перспективно: основание (21,6 м) значительно шире верхней части (13,4 м). При взгляде сверху создаётся впечатление одинаковой ширины лестницы на всём её протяжении. При этом парапеты лестницы кажутся параллельными и видны только площадки. При взгляде снизу лестница представляется длиннее и больше, чем она есть в действительности, причём виден только сплошной каскад ступеней. В середине XIX века лестница спускалась прямо к морю — берег в этом месте имел название «Купальный». В настоящее время лестница по-прежнему начинается от Приморского бульвара недалеко от памятника герцогу де Ришельё, но её нижний пролёт теперь вместо берега моря выходит на тротуар Приморской улицы.

## Этимология
Всемирно известной лестница стала благодаря фильму «Броненосец „Потёмкин“» (1925) Сергея Эйзенштейна, в ключевой сцене которого детская коляска катится вниз по ступеням. До настоящего — «Потёмкинская», лестница по-видимому не имела имени собственного. В литературе встречаются разные имена: Портовая, Бульварная, Большая, Гигантская, Воронцовская, которые она будто бы имела в прошлом. Но это не подтверждается первоисточниками, и все эти названия следует считать неофициальными. Автор статьи об Одессе в энциклопедии Брокгауза и Ефрона, издававшейся в конце XIX — начале XX веков, писал:

«Из бульваров лучший — Николаевский, с прекрасным видом на море и город, гигантской (200 ступеней, 10 широких площадок) мраморной лестницей, спускающейся в приморскую часть города…»
Из контекста видно, что слово «гигантская», написанное с маленькой буквы, не название, а просто прилагательное к слову лестница.
Ежедневная литературная, политическая и коммерческая газета «Одесский листок», издававшаяся в Одессе в 1880—1920 годах, упоминала о лестнице Николаевского бульвара обезличенно, как, например, 24 (11) января 1913 года:

«Одна, лестница, спускающаяся от бульвара, — чего стоит! Ступени оббиты, снег не счищен, чёрная грязь, лужи… Идёшь и — вздыхаешь… Настоящая „лестница вздохов“. А ведь Николаевский бульвар едва ли не красивейшее место грязной красавицы Одессы!».
На старых фотографиях и почтовых открытках с изображением лестницы имелись подписи, которые различались: «Лестница Николаевского бульвара», «Лестница при Николаевском бульваре», «фр. L’escalier Richelieu» (Ришельевская лестница). В произведениях, написанных на рубеже XIX—XX веков представителями Одесской литературной школы, также нигде не встречается собственного имени лестницы.
В раннее советское время она называлась развёрнуто «Лестницей Потёмкинского восстания». Название «Потёмкинская» стало общеупотребительным после Великой Отечественной войны, в 1950-е годы. До этого какое-то время общепринятым названием было — «Приморская лестница», о чём свидетельствует установленная на лестничном парапете стандартная для памятников архитектуры на Украине в советское время чугунная табличка с надписью на украинском языке: «Приморская лестница 1841 г. Арх. Ф. К. Боффо».

## История

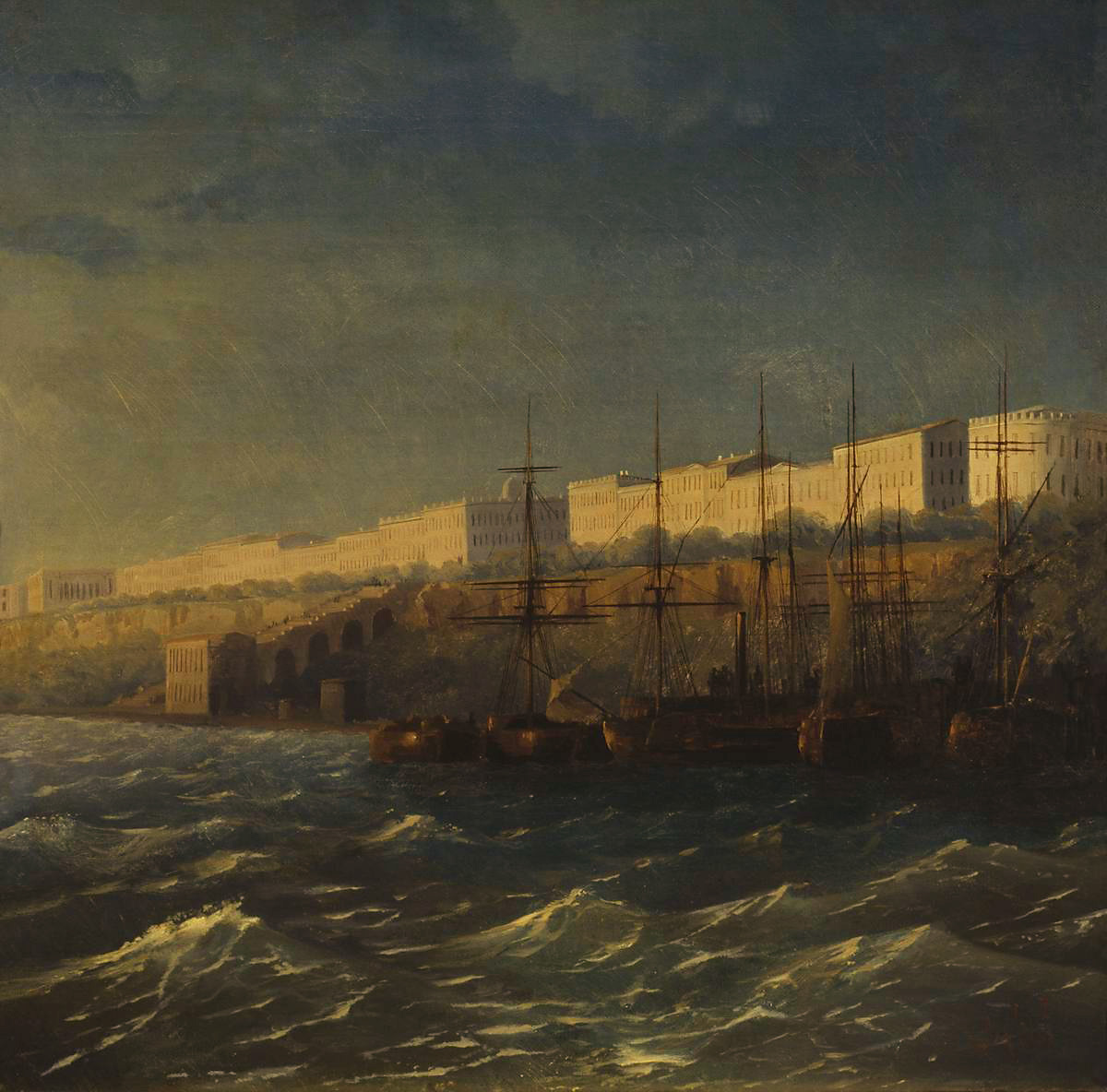
И. К. Айвазовский. «Одесса. Набережная» 1840 г. Холст, масло, 52×52. Государственный Музей А. С. Пушкина, Москва

Абразионная форма берегового рельефа обусловила то, что Одесский порт со своими сооружениями и причалами разместился на низменной прибрежной полосе, а сам город — на возвышенности. Со дня основания Одессе был нужен удобный доступ к морю. В то время город подходил к морю почти вплотную и заканчивался обрывистым спуском за Николаевской улицей (будущим Николаевским, а затем Приморским бульваром) высотой в 30-35 метров, позднее огороженный деревянными перилами. Спускались к морю так, как это описал А. С. Пушкин в «Евгении Онегине», повествуя о путешествии своего героя в Одессу:
Бывало, пушка зоревая
Лишь только грянет с корабля,
С крутого берега сбегая,
Уж к морю отправляюсь я.
Одесский старожил и краевед Михаил Дерибас позднее утверждал, что лестница была построена «на том месте, где была тропинка». Первые деревянные лестницы, ведущие к морю, появились после отъезда А. С. Пушкина из Одессы.
С первых дней Одесса застраивалась по античным образцам, подчёркивая преемственность с древнеэллинскими городами Северного Причерноморья. Классицизм стал одним из наиболее часто применяемых в первой половине XIX века в Одессе архитектурных стилей, что было характерно для таких архитекторов, как Ф. К. Боффо, братьев Фраполли, А. Дигби, Ж. Тома де Томона и др. Ведущую роль в создании визитной карточки Одессы — архитектурного ансамбля Приморского бульвара, куда входит и Потёмкинская лестница, сыграл Ф. К. Боффо, в 1837—1857 годах служивший архитектором при канцелярии Новороссийского генерал-губернатора графа М. С. Воронцова.

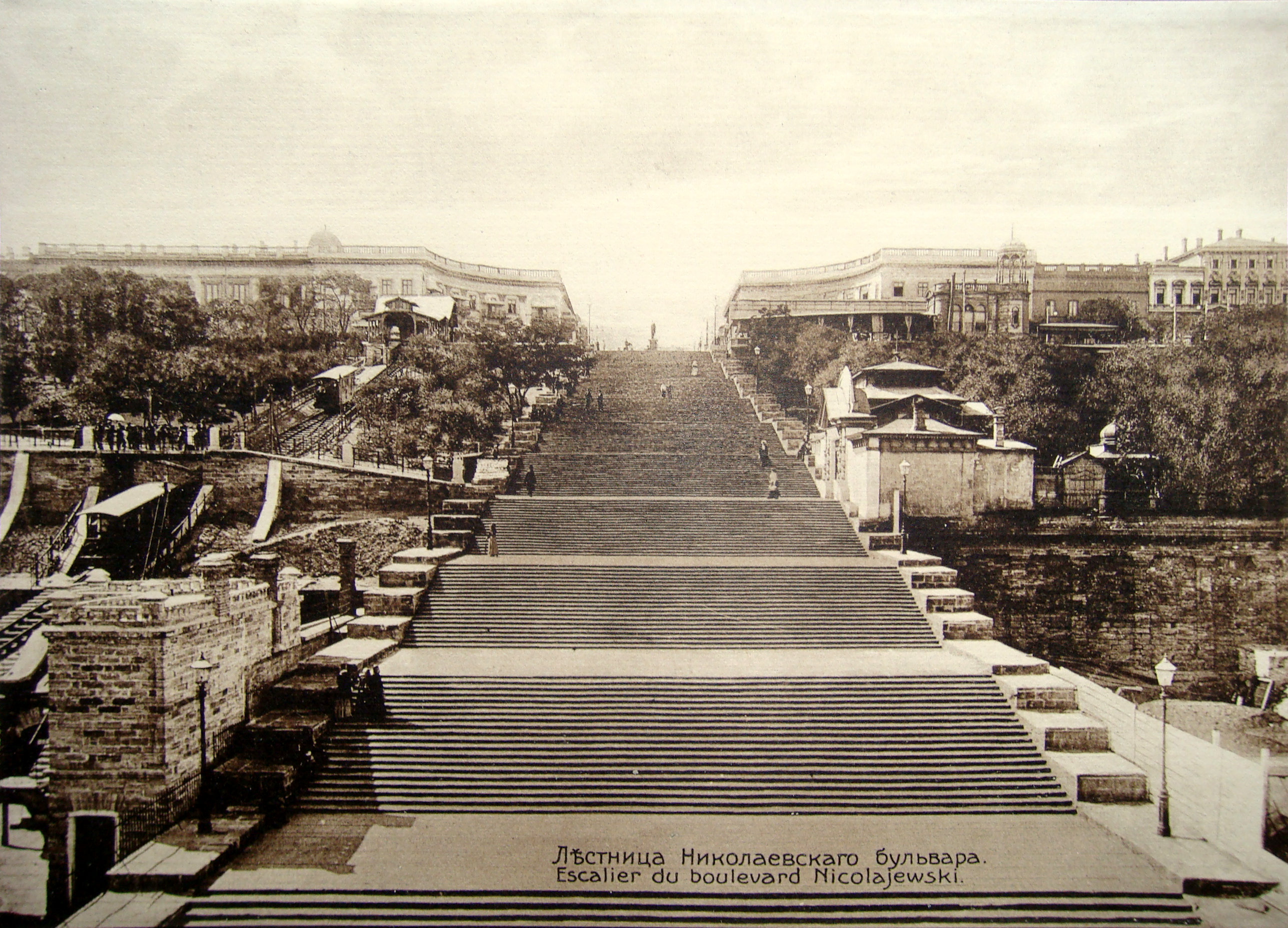
Фотография начала XX века с надписью — «Лестница Николаевского бульвара. Escalier du boulevard Nicolajewski»

Помимо бульварной лестницы в Одессе, Боффо также приписывают авторство проекта Каменной (Депальдовской) лестницы в Таганроге, на котором стоит его подпись. Построенная в 1823 году Депальдовская лестница первоначально имела 13 площадок и 142 ступени, её длина составляла 113 м, ширина верхних ступеней — 5,42 м, а нижних — 7,12 м, что зрительно удлиняло лестницу и создавало иллюзию пирамидальности при взгляде снизу, а при взгляде сверху — производило видимость одинаковой ширины. Каменная лестница в Таганроге стала экспериментальным прототипом бульварной лестницы в Одессе. Оба проекта основываются на концепции прямой маршевой лестницы и для объёмно-пространственной организации используют принцип искусственной линейной перспективы. В Одессе сужающиеся лестничные парапеты и широкие лестничные площадки наиболее отчётливо генерируют сценографический эффект пространственной иллюзии бесконечности. Они направляют взгляд начинающегося подниматься с Приморской улицы на Приморский бульвар наблюдателя на бронзовую фигуру герцога де Ришельё, вызывая ощущение целостности и завершённости. Ограждение Одесской лестницы-бульвара отчасти напоминает парапеты Большой каменной лестницы в Павловске (1799, архитектор В. Бренна).

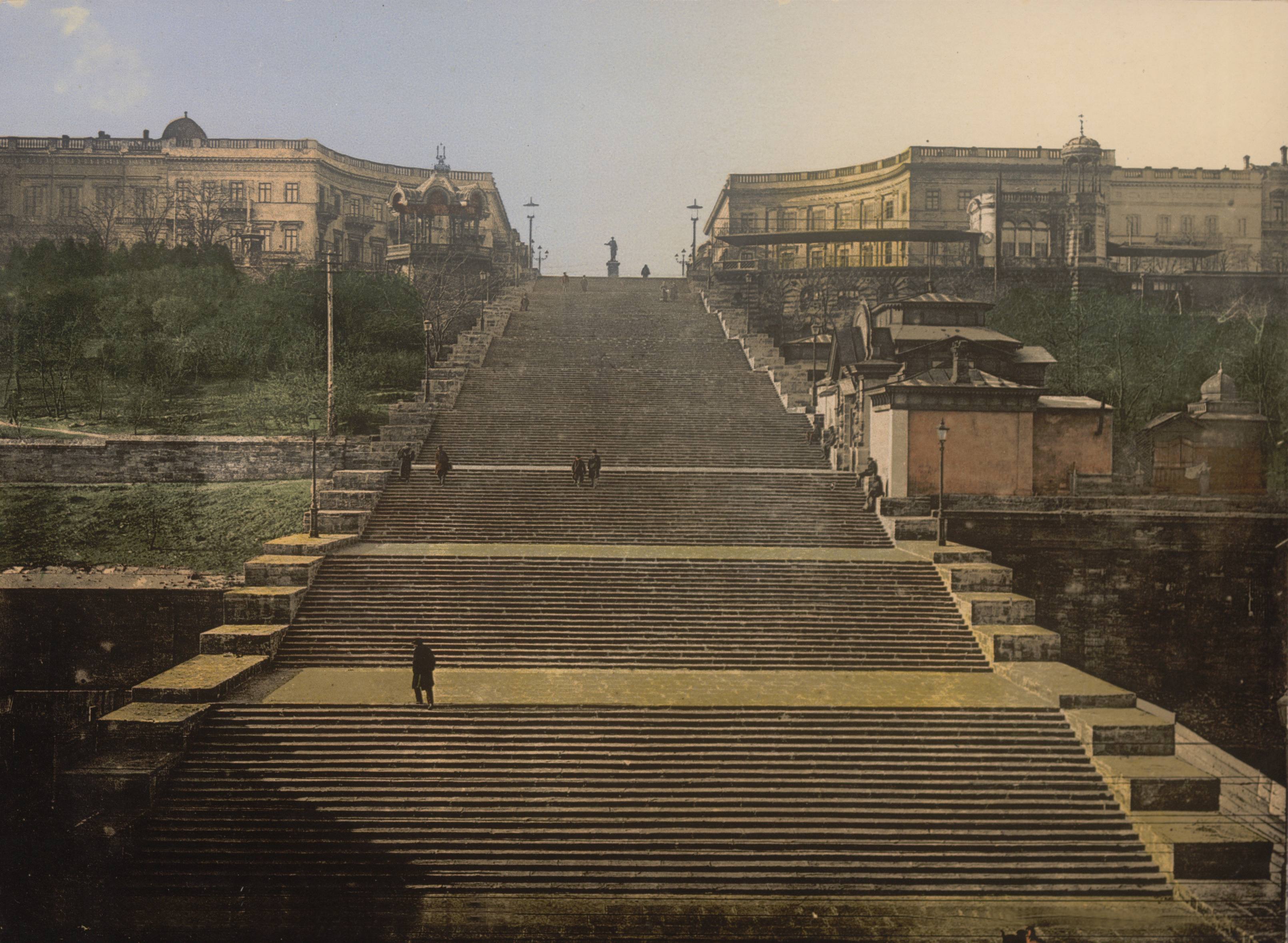
Почтовая открытка 1905 года с надписью — «8935. p.z. — ODESSA. L’ESCALIER RICHELIEU. ОДЕССА. РИШЕЛЬЕВСКАЯ ЛЕСТНИЦА.»

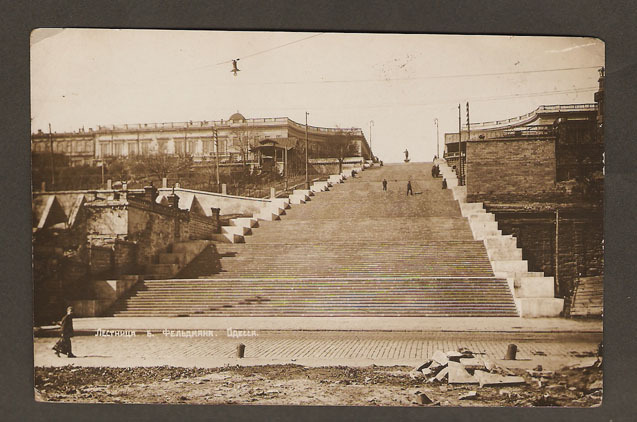
Почтовая открытка 1934 года с надписью — «Лестница б. Фельдмана. Одесса»

В первоначальном плане города, составленном в конце XVIII века инженером Ф. де Воланом, лестница не предусматривалась. Её появление напрямую связано с дальнейшей ансамблевой застройкой Одессы и оформлением архитектурного комплекса Приморского бульвара, в котором парадная бульварная лестница была призвана играть как утилитарную, так и символическую роль связующего звена между городом и морем. Инициатором строительства лестницы выступил граф Михаил Семёнович Воронцов, который, согласно легенде, предназначал лестницу в качестве подарка своей супруге Елизавете, обошедшегося Воронцову в 800 тысяч рублей. Изучение не совсем прояснённых обстоятельств, связанных с принятием решения о строительстве лестницы, породило множество теорий, включающих подготовку к визиту Николая I в Одессу; не обошлось и без масонской версии.
Сохранились лишь отрывочные сведения о строительстве лестницы. В архивах Одессы находятся несколько проектов лестницы, принадлежащих архитекторам Г. И. Торичелли и Ф. К. Боффо. По одной версии лестница была заложена 1 мая 1834 года. По другой, её окончательный проект был подготовлен Боффо лишь в конце 1836 года. Достоверно известно, что подряд на строительство в начале 1837 года получил чиновник 14-го класса Григорий Завацкий, начавший работы немедленно. На лестницу из средств городской управы было отпущено 200 тысяч рублей и дан срок в семь месяцев на завершение всех работ. Финансирование строительства лестницы производилось из городской казны, весьма успешно наполнявшейся как в результате хозяйственной деятельности, так и таможенными отчислениями и поступлениями от ластового, якорного и прочих сборов, всё благодаря пожалованному Одессе в 1817 году статуса порто-франко. Городской бюджет Одессы в середине XIX века превосходил бюджеты отдельных государств Европы того времени, а в 1825—1827 годах Одесса из своих доходов одолжила 800 тыс. руб. на обустройство петербургских таможенных зданий.

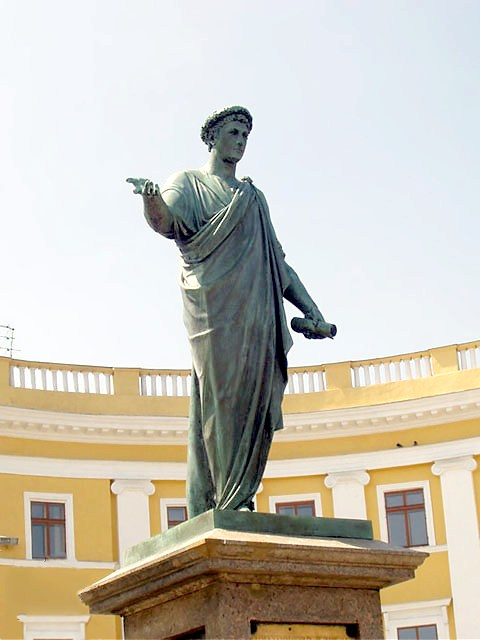
Памятник Дюку, 2012 год

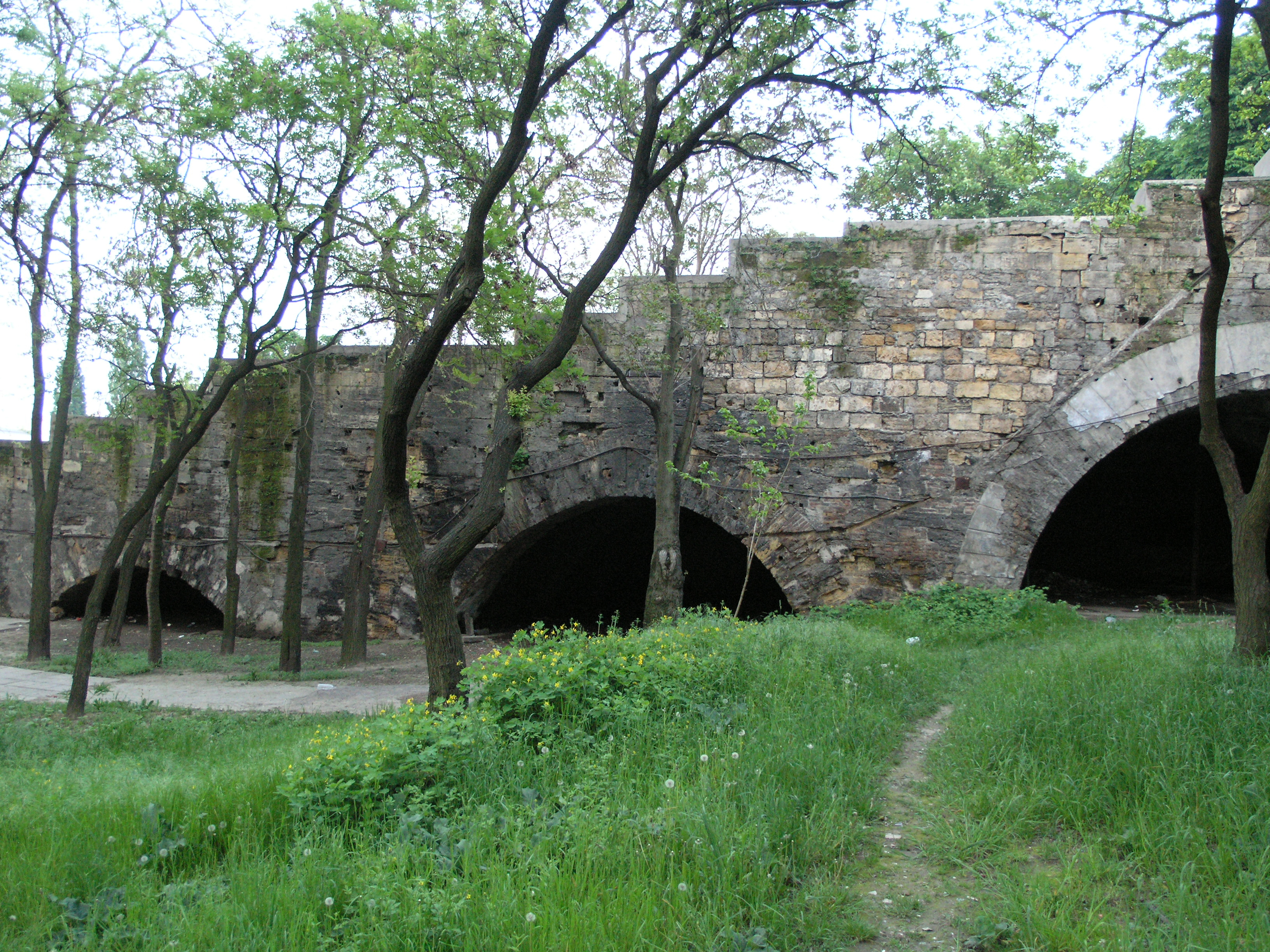
2006 год, частично видны аркады лестницы

Сооружение предполагалось разместить на оползневом склоне, что выдвинуло дополнительные требования к работам. После того, как строительство лестницы затормозилось из-за оползней, обвалов грунта и подтоплений, к нему были подключены военные инженеры Дж. Уптон и Г. С. Морозов. Они предложили уточнённый проект, фактически предусматривавший сооружение многоарочного, покоящегося на разновысоких опорах наклонного пешеходного моста от находящегося на возвышении Николаевского бульвара — к морскому берегу. В основе лестницы инженеры предложили разместить гигантский, сложенный из местного известняка клин, покоящийся на деревянных сваях и «прорезанный» тремя продольными и девятью поперечными сводчатыми коридорами или галереями. Галереи образовывали на пересечениях массивные каменные столбы, поддерживающие саму лестницу — наклонную плоскость с уложенными поверх неё ступенями. Помимо технической и вентиляционной, сквозные поперечные галереи несли также эстетическую функцию: они образовывали на боковых стенах лестницы красивые каменные аркады, тем самым делая сооружение для зрительного восприятия не таким массивным. Всего окончательный проект конструкции лестницы состоял из более чем трёхсот различных основных и вспомогательных элементов. В итоге совершенство инженерной конструкции сооружения оказалась под стать его архитектурному облику. Вместе взятые, они создали лестницу-шедевр — уникальный памятник архитектуры XIX века, выдержанный в духе классицизма и характеризующейся строгостью, геометричностью и монументальностью.
В ходе строительства лестницы не раз возникали сомнения, удастся ли его благополучно завершить. Французский геолог Ксавье Омер де Гелль, хорошо знакомый с морфологическими особенностями прибрежной части города, писал: 

«В течение двух или трёх лет сооружается гигантская лестница, которая, открываясь на бульвар, плавно спускается к берегу моря. Это сооружение — фантазия столь же разорительная, сколь и бесполезная — уже поглотило огромные средства и обойдётся примерно в миллион. Её хотят украсить вазами и статуями, однако, сильные трещины уже сейчас вызывают опасение грядущего разрушения этой огромной лестницы, которая, между прочим, всегда будет служить лишь гуляющим на бульваре».
Ему вторил посетивший Одессу в 1841 году английский путешественник, который заметил:

«От центральной части бульвара к берегу спускается лестница, называемая гигантской. Подрядчик, строивший её, разорился. Её дизайн плохо продуман, даже если она и планировалась всего лишь как украшение города; её будущая полезность сомнительна; а сама лестница содержит в себе столько изъянов, что её разрушение предполагается лишь делом времени».
Строительство лестницы стало международной новостью. Так, в мае 1838 года издававшийся в Нью-Йорке «Журнал моряка» писал: 

«Город Одесса на Чёрном море расположен значительно выше уровня воды. Русское правительство решило построить великолепную лестницу, соединяющую город с гаванью. Она будет состоять из 200 ступеней и как бы иметь пирамидальную форму, расширяясь книзу… Эта колоссальная лестница из белого мрамора будет покоиться на 36 столбах»
В том же 1838 году издававшийся в Лондоне специализированный «Инженерный и архитектурный вестник» в обзоре наиболее интересных строек в мире отмечал: 

«Среди огромного объёма строительства, ведущегося в настоящее время в Одессе, крупном эмпориуме на Чёрном море, выделяется лестница из белого мрамора …»
.
Лаконично, но точно описал в 1860 году уже построенную лестницу русский драматург А. Н. Островский:

«С бульвара к морю ведёт единственная в своём роде лестница, она разделена на 10 уступов по 20 ступенек каждый. Кажется, 200 ступеней, а входишь легко»
Этот эффект лёгкости, подмеченный писателем, достигался за счёт оптимального угла наклона лестницы и большого количества площадок, позволявших пешеходу передохнуть на своём пути. Репортажная точность описания, сделанного А. Н. Островским, сегодня может вызвать сомнение лишь в количестве ступеней, которых вначале действительно было ровно двести, а лестница спускалась чуть ли не к самому морю. Позже, при проведении Приморской улицы, восемь ступеней засыпали, и они, как утверждают старожилы, и поныне покоятся в глубине проезжей части. Впоследствии террасирование склонов «замаскировало» массивную конструкцию лестницы и частично скрыло боковые аркады. Поэтому из кабины фуникулёра, поднимающегося и опускающегося параллельно лестнице, она кажется уложенной по пологому склону.
В 1933 году были проведены ремонтно-реставрационные работы, так как со временем покрытие лестницы из песчаника износилось. В результате ступени лестницы были облицованы серо-розовым гранитом.
В 1963 году Потёмкинская лестница была специальным постановлением правительства признана памятником градостроительства и архитектуры всесоюзного значения и взята под охрану государства.
В 2001 году произошло комплексное исследование состояния лестничных конструкций, подпорных стен Приморского бульвара и окружающих лестницу склонов для объективной оценки состояния памятника архитектуры XIX века, чтобы в дальнейшем разработать меры по его реставрации и сохранению.

### Исторические факты

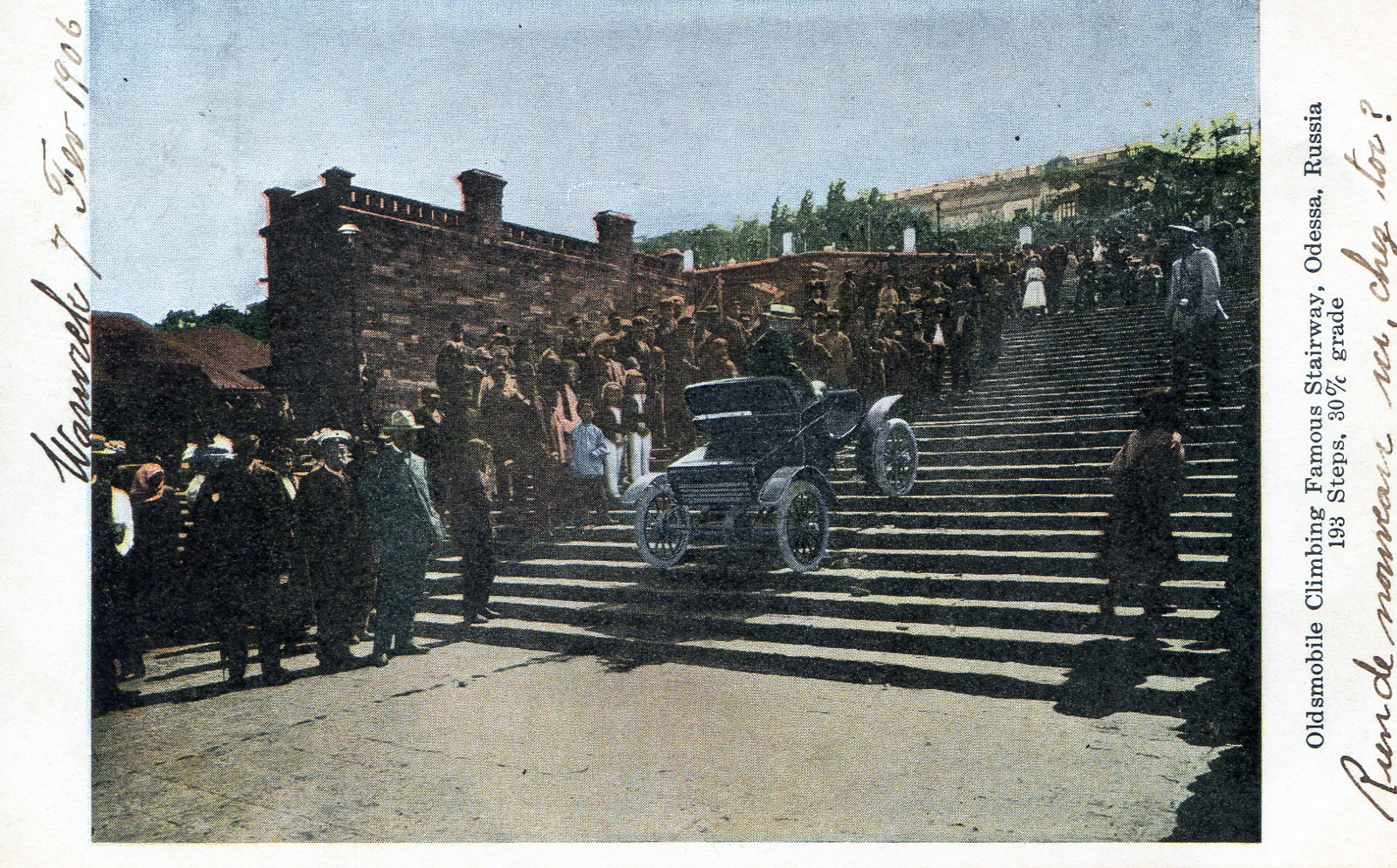
Автомобиль марки Oldsmobile Curved Dash делает попытку заехать наверх по лестнице Николаевского бульвара. Почтовая открытка, датированная февралём 1906 года

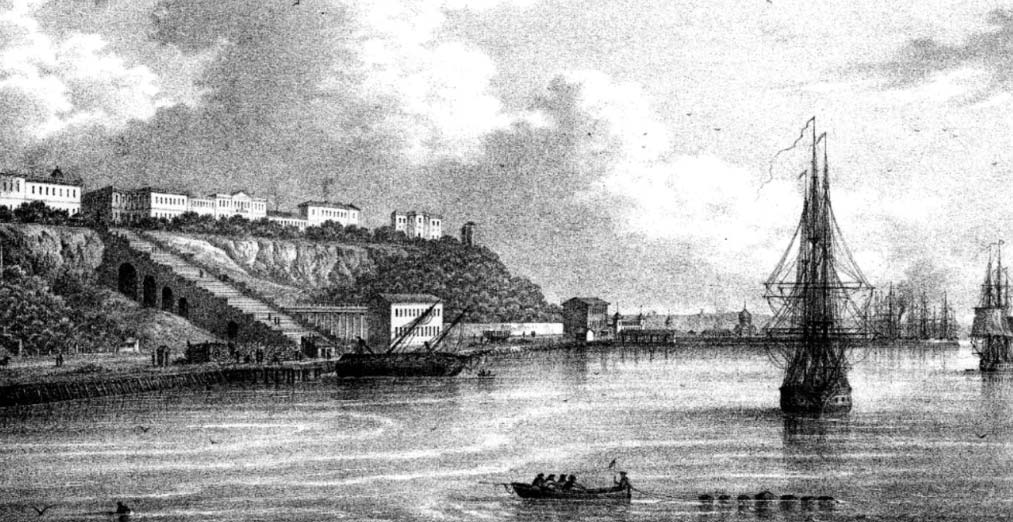
Вид на Потёмкинскую лестницу с моря, 1850-е годы

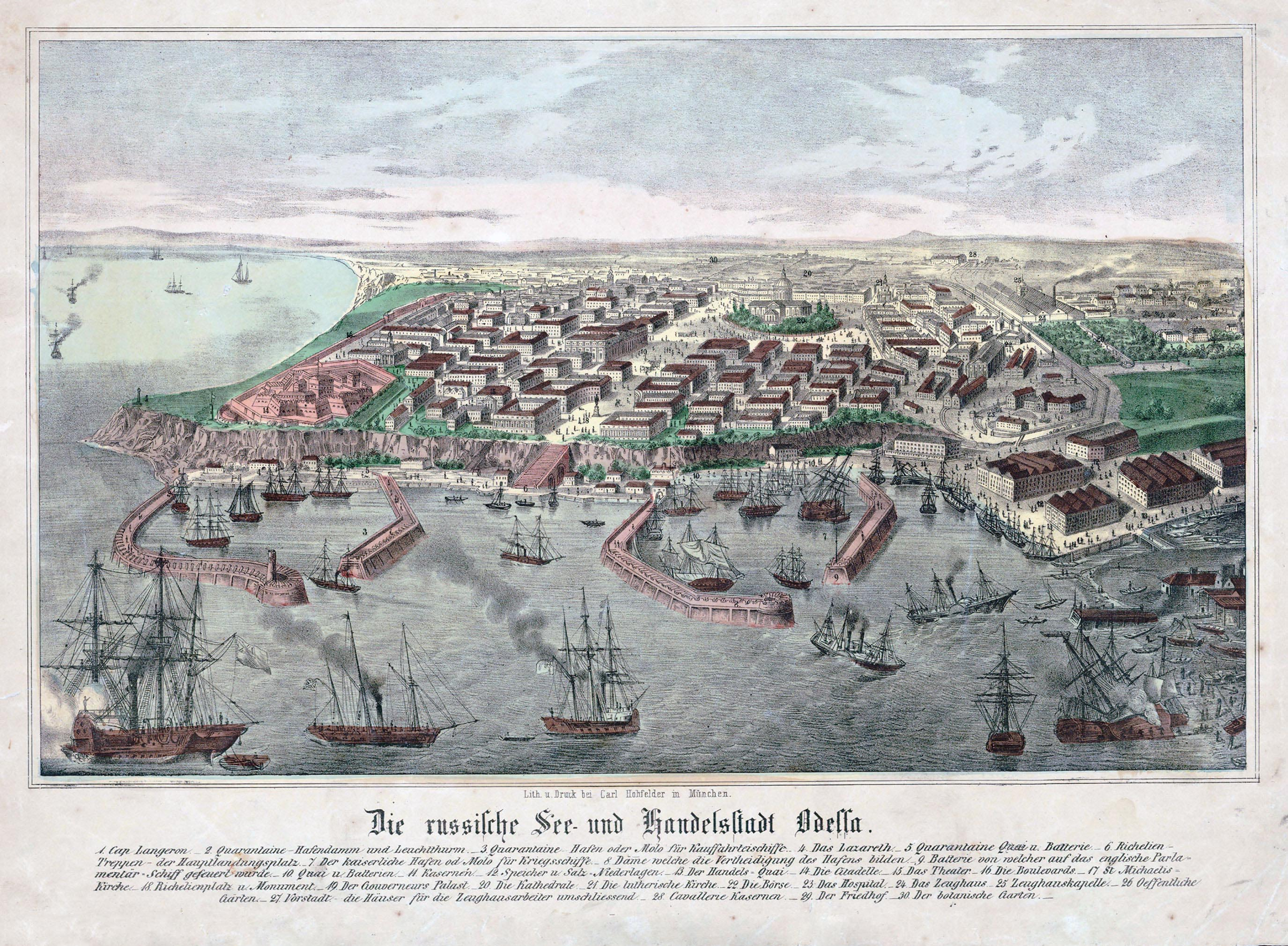
Карта Одессы, 1850 год

- Из-за особенностей береговой линии Потёмкинская лестница, вопреки расхожему мнению, спускается к морю в направлении на северо-восток, а не на юг[27].
- Потёмкинская лестница заняла шестое место в конкурсе самых красивых лестниц в Европе. В состав жюри конкурса вошли искусствоведы и историки из различных европейских стран[28].
- В ходе строительства лестницы, которая первоначально воспринималась как дорогостоящая и бесполезная затея графа М. С. Воронцова, в Одессе шутили, что лестница затевается исключительно для того, чтобы бронзовый Дюк мог спуститься к морю[29].
- С лестницей связано много городских легенд. Согласно одной из них, где-то под лестницей находится выход из подземного хода, ведущего из Воронцовского дворца. Согласно другим, под лестничными арками зарыты клады одесских контрабандистов, а под одной из ступенек якобы спрятал награбленные драгоценности знаменитый одесский налётчик Мишка-Япончик.
- Легендарный спортсмен Одессы начала XX века Сергей Исаевич Уточкин первым спустился по Потёмкинской лестнице на велосипеде, мотоцикле и автомобиле.
- Участники первых советских Юморин в Одессе в 1973—1976 годах съехали по ступеням лестницы на лыжах и «Запорожце»[30].
- Во время празднования Дня города ступеньки лестницы используются в качестве огромной трибуны для зрителей праздничного концерта и фейерверка.
- В настоящее время на лестнице действительно 192 ступени, но распределены они интересным образом. Самый нижний марш состоит из 13 ступеней. Соответственно, во втором снизу марше 19 ступеней (те, кто никогда не был в Одессе, могут посчитать ступени на иллюстрирующих статью фотографиях и открытках). На одной открытке конца XIX века второй снизу марш (на изображении он самый нижний) всё ещё имеет 20 ступеней. На почтовой открытке, датированной 1906 годом (на илл.), имеется подпись о том, что в лестнице 193 ступени. Следует также учесть, что в 1933 году происходила реконструкция лестницы, в ходе которой все ступени были облицованы гранитом.
- Ежегодно проводится забег «Вверх по Потёмкинской лестнице». Рекорд соревнований составляет 22,8 секунды.
- В ходе VI Одесского международного кинофестиваля, который проходил в 2015 году, Европейская киноакадемия присвоила Потёмкинской лестнице статус «Сокровище европейской кинокультуры».

## Фуникулёр

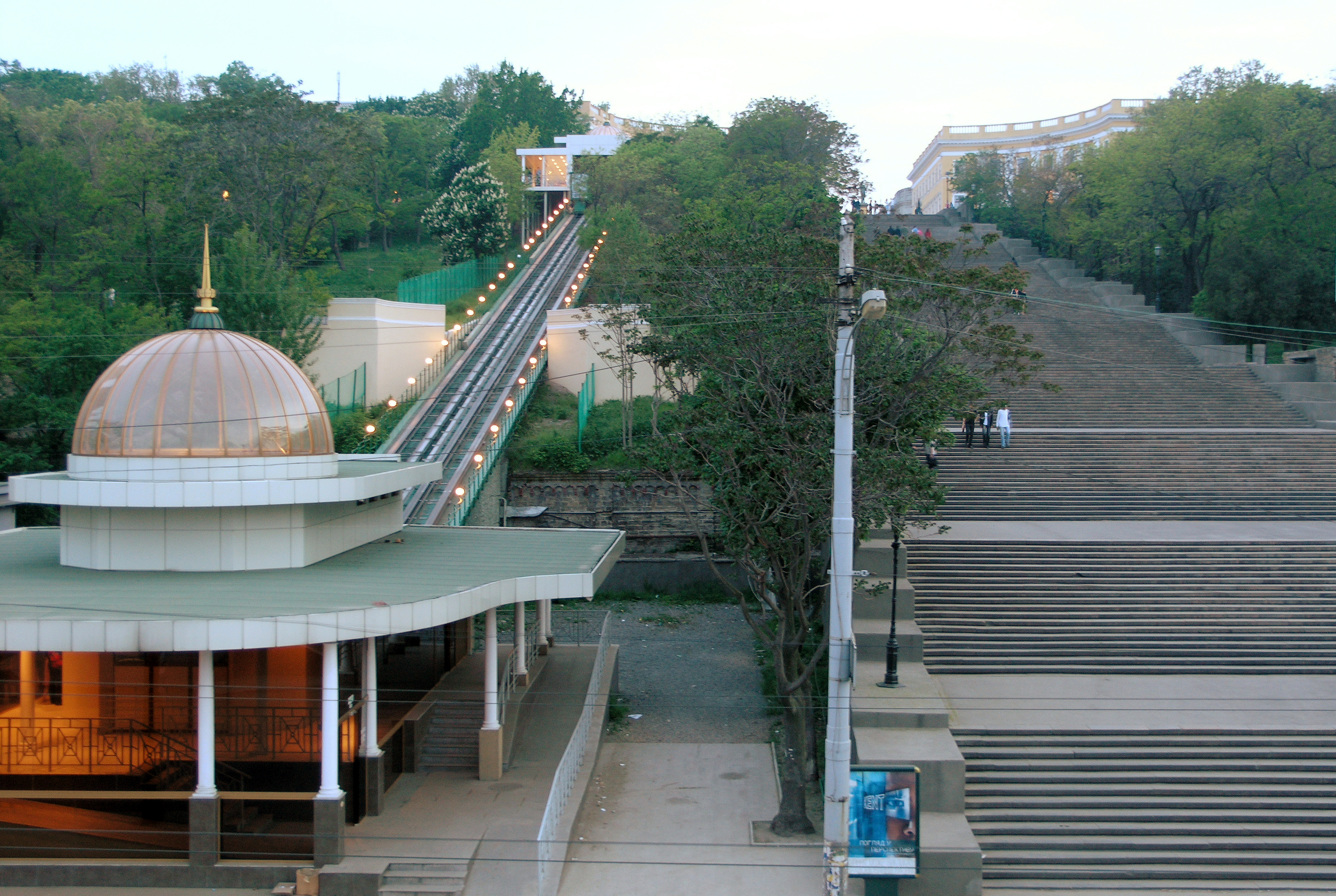
Одесский фуникулёр

Рядом с лестницей действует фуникулёр, соединяющий Приморскую улицу с Приморским бульваром. Он был построен в 1902 году, а в 1970-х годах заменён эскалатором. После поломки эскалатора в 1990-х годах, городскими властями было принято решение построить новый фуникулёр, который был открыт 2 сентября 2005 года в честь 211-й годовщины со дня основания Одессы.
Фуникулёр состоит из двух вагонов, разместиться в каждом могут 12 человек. Время в пути составляет 1 минуту 10 секунд.

## Упоминания в литературе
Характеризующиеся простотой, строгостью и монументальностью архитектурные элементы Потёмкинской лестницы складываются в гармоничную композицию, которая в зависимости от точки обзора, освещения, времени года и суток создаёт уникальный художественный образ:
- Юзеф Крашевский, польский писатель, в 1843 году охарактеризовал лестницу как «один из лучших памятников, которые только имеет Одесса».
- Марк Твен, американский писатель, после посещения Одессы летом 1867 года назвал лестницу в путевом романе «Простаки за границей» — «великолепной». «Вниз к гавани спускается гигантская каменная лестница. В ней двести ступеней, каждая пятидесяти футов шириной, и через каждые двадцать ступеней просторная площадка… Это великолепная лестница».
- Жюль Верн, французский писатель, назвал (заочно) лестницу в романе «Упрямец Керабан» — «монументальной». «Этот город — истинный оазис посреди окружающей его огромной степи — образует великолепную панораму дворцов, церквей, гостиниц, домов, построенных на крутом обрыве морского берега, основание которого отвесно погружается в море … видна была даже большая площадь, обсаженная деревьями, и монументальная лестница, наверху которой поставлена статуя герцога Ришельё».

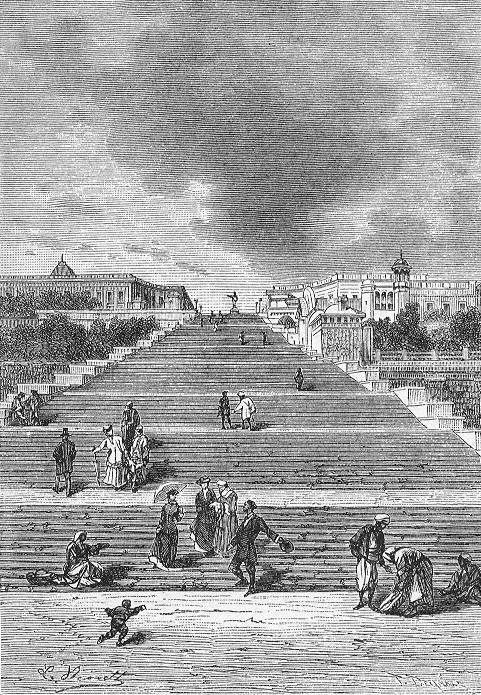
Иллюстрация Леона Бенэ к роману Жюля Верна «Упрямец Керабан», 1880-е годы

- Александр Николаевич Островский, русский драматург и писатель, назвал лестницу — «единственной в своём роде».
- Виссарион Белинский, литературный критик и публицист, в письме жене — «Оригинальный город… Наш трактир на берегу моря, берег высокий, вдоль его идёт бульвар, вниз к морю идёт каменное крыльцо с большими уступами, в 200 ступеней. По этой лестнице ходят купаться в море. На море корабли, суда. Вид единственный».
- Иван Семонович Левицкий (Нечуй-Левицкий), украинский писатель и публицист, увидел в лестнице — «широкое расстеленное полотнище».
- Яков Полонский, русский поэт и автор песни «Мой костёр в тумане светит…», назвал лестницу — «колоссальной». Описывая Одессу в романе «Дешёвый город», он писал: «Одесса опускала в синие волны нижние ступеньки своей колоссальной лестницы».
- Николай Гарин, русский писатель, в романе «Гимназисты» — «громадной».
- Александр Грин, русский и советский писатель, в рассказе «Случайный доход» — «знаменитой».
- Алексей Свирский, русский писатель-беллетрист, в повести «Рыжик» — «колоссальной».
- Зеев (Владимир) Жаботинский, публицист и писатель — «знаменитой». В романе «Пятеро» (1936) он упоминает лестницу в трёх местах:

«…и сама портовая нация, в картузах и каскетках набекрень, и дамы в белых платочках, часто предпочитали, чем тащиться по отведённым для этого сословия плебейским балкам и спускам, гордо взмыть к высотам прямо из гавани по ста девяносто восьми гранитным ступеням знаменитой лестницы (одно из восьми чудес света), — и наверху, мимо статуи Дюка в римской тоге, сразу вторгнуться в цивилизацию».
«От Дюка, вниз по лестнице и обратно снизу вверх, непрерывно струится толпа молодёжи — сначала город, теперь двинулись и предместья, и никто не мешает; только на бульваре вокруг дворца генерал-губернатора стоят большие наряды».
«И лестница, шириной в широкую улицу, двести низеньких барских ступеней; второй такой нет, кажется, на свете, а если скажут, где есть, не поеду смотреть. И над лестницей каменный Дюк — протянул руку и тычет в приезжего пальцем: меня звали дю-Плесси де Ришельё — помни, со всех концов Европы сколько сошлось народов, чтобы выстроить один город».
- Валентин Катаев, русский советский писатель, в повести «Белеет парус одинокий» (1936) — «знаменитой». «Проехали мимо знаменитой одесской лестницы. Вверху её треугольника, в пролёте между силуэтами двух полукруглых симметричных дворцов, на светлом фоне ночного неба стояла маленькая фигурка дюка де Ришельё с античной рукой, простёртой к морю».
- Константин Паустовский, русский советский писатель, в повести «Времени больших ожиданий» (1958) — «одесской». «Он ночевал в некогда роскошной гостиной с облезлыми фресками на стенах. Они изображали богиню Аврору в розовом прозрачном хитоне. Она летела по небу среди бежевых облаков и сыпала из рога на землю алые цветы и акантовые листья. Меня всегда умиляла наивность художника, написавшего позади Авроры в голубой морской дымке одесскую лестницу к морю и памятник Дюку — герцогу Ришельё».
- Александр Куприн, русский писатель, в рассказе «Уточкин» (1915) — «одной из самых длинных лестниц в мире». «Необычайны были самые приёмы его тренинга. Так, тренируясь к большим велосипедным гонкам, он каждое утро, чуть свет, приходил к памятнику Ришельё, от подножия которого идёт вниз, в порт, одна из самых длинных лестниц в мире, перемежаемая через определённое число ступеней широкими трёхсаженными площадками».
- Леонид Утёсов, музыкант и киноактёр, в автобиографической книге «Моя Одесса» — «Одесский порт славился знаменитой лестницей, ведущей из города в порт… .»
- Александр Воинов, русский советский прозаик и сценарист, в повести «Комендантский час» — «удивительной». «Удивительна Потёмкинская лестница, когда поднимаешься по её широким каменным ступеням, кажется, что она устремлена прямо в небо. И от этого чувства нельзя отделаться, сколько бы раз ты по ней ни поднимался. И ещё она напоминает о детстве и о первом свидании. А когда ты стоишь на верхней площадке, и перед тобой морская даль в сиреневой дымке, тогда приходят думы…».
- Александр Викторович Дорошенко, современный одесский писатель, в поэме в прозе «Мой город»[34] — «загадочной». «Лестница привычно загадочна: от Дюка вниз видны только площадки, но нет ступенек, снизу вверх видны только ступеньки, и вовсе нет никаких площадок… И кажется мне иногда, что вся пролетевшая стремительно жизнь так и заключилась между ступенями — спустился впервые вприпрыжку, поднялся в последний раз, останавливаясь на площадках и отдыхая. С годами растут число и крутизна ступеней, но теперь, когда я задерживаюсь отдышаться, я слышу глуховатый и заботливый голос лестницы, вижу, как постепенно вырастает, приветствуя меня, наш Герцог».
- Олег Губарь, одесский журналист, краевед и писатель — «Приморский бульвар и Потёмкинская лестница — нечто вроде букета, который Одесса дарит гостям!»
- Юрий Михайлик, поэт, слова для песни «Опять иду по лестнице воспетой» —

Опять иду по лестнице воспетой,
А эскалатор оставляю в стороне,
И весь бульвар, одним большим букетом,

Одесса милая протягивает мне.

## В кино
Финальные кадры в документальном фильме 1935 года «Одесса».
В советско-польском фильме «Дежа вю» к Потёмкинской лестнице водили главного героя американского гангстера Яна Полака, который появился в Одессе под видом учёного-энтомолога; экскурсовод обещал профессору встречу с потёмкинцами. Позже там же, на лестнице, Полак неожиданно для себя снялся в фильме Эйзенштейна «1905 год», где случайно с ним был заснят эпизод с коляской.
В 1987 году польский режиссёр-экспериментатор Збигнев Рыбчинский снял короткометражный фильм «Лестница». По сюжету ленты, проводится экскурсия, где все посетители сверхсовременной телестудии могут оказаться внутри фильма «Броненосец „Потёмкин“», в сцене расстрела на Потёмкинской лестнице.
В 1988 году был снят фильм «Приморский бульвар», в котором присутствуют Потёмкинская лестница и памятник де Ришельё.

### 1905 год и Сергей Эйзенштейн

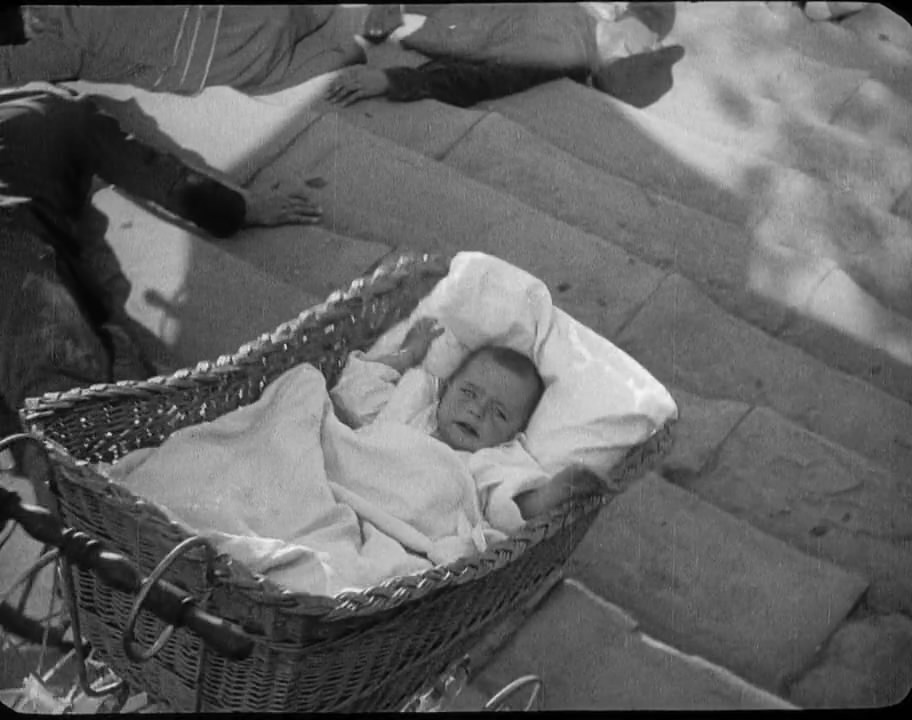
Знаменитая сцена с ребёнком в коляске, катящейся вниз по лестнице, из фильма «Броненосец Потёмкин» (1925)

Вечером 14 июня 1905 года мятежный броненосец Черноморского флота Императорской России «Князь Потёмкин-Таврический» отдал якорь на Одесском рейде под красным минным флагом. В первое время о бунте на корабле почти никто в Одессе не знал. Утром 15 июня 1905 года матросы перевезли с броненосца на Платоновский мол тело погибшего матроса Григория Вакуленчука. В порт по улицам, спускам, и лестнице Николаевского бульвара хлынули одесситы. Был среди любопытствующих и молодой журналист Корней Чуковский. По его словам, уже в середине дня 15 июня верхнюю площадку лестницы перекрыли казаки. Чуковский позднее так описал события происходившие на лестнице Николаевского бульвара вечером:

… лестница сплошь занята казаками и в гавань уже не пройти. Позже я узнал, что власти с идиотским усердием попытались закупорить все входы и выходы к морю. «Народные массы» устроили вакханалию в порту, поджоги пакгаузов и пьяное бесчинство… уголовного элемента. Власти в то же время препятствовали рабочим прорваться в порт. При этом, как свидетельствуют документы, «войска открыли ружейную стрельбу», но было ли это, в частности, на лестнице, не известно.— Корней Чуковский, очерк «1905 год, июль»
Ночь с 15 на 16 июня вошла в историю Одессы как «красная», из-за зарева пожаров наблюдавшихся всю ночь в районе Приморской улицы, в ходе которых сгорела городская электростанция. На следующий день «Потёмкин» произвёл несколько выстрелов по Одессе. К вечеру город вымер и погрузился во тьму из-за сгоревшей электростанции и опасений одесских обывателей жечь свет. Эта ночь вошла в историю города как «чёрная».

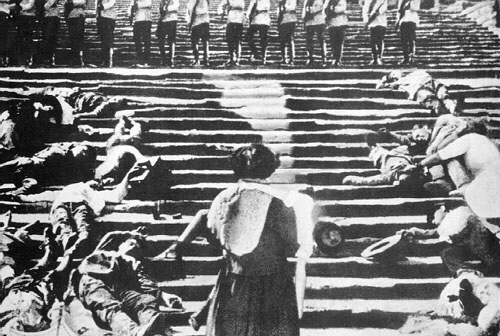
Кадр из кинофильма «Броненосец „Потёмкин“»

Через два десятилетия после описанных событий Сергей Эйзенштейн снимал в Одессе свой фильм. В реальности никакого расстрела не было, сцена «расстрела на Потёмкинской лестнице» от начала и до конца является выдумкой режиссёра, как утверждает аспирант ОНУ С. Кинка. Эйзенштейн сконцентрировал в сценах на лестнице своё личное видение событий произошедших в Одессе после прибытия туда «Потёмкина» и создал потрясающую по своей художественной выразительности картину грубого насилия и безнадёжного человеческого отчаяния. Ключевыми стали два эпизода с детьми: грудным ребёнком в коляске и мальчиком. «Ребёнок совсем маленький, лет восьми. Его судьба на лестнице такая: он с матерью вглядывался в далёкий броненосец, и вдруг пришли солдаты-каратели, — пересказывал эту сцену киновед Виктор Шкловский, — побежали люди, люди начали прятаться за камнями уступов, бежать по ступенькам». В роли мальчика снялся восьмилетний А. Е. Глауберман, впоследствии ставший директором Института физики Одесского университета имени И. И. Мечникова. Личность второго ребёнка, которого иногда называют самым знаменитым актёром фильма, осталась неустановленной. Вскоре после выхода фильма на экраны поэт Николай Асеев в очерке "Как снимался фильм «Броненосец „Потёмкин“»" утверждал, что «одесская лестница… не забудется зрителями».
Детская коляска, пущенная по лестнице ассистентами Эйзенштейна, прокатилась по экранам всего мира, а лестница начала с тех пор именоваться «Потёмкинской». И авторы, которые писали о ней, нередко уже отталкивались от событий, изображённых в фильме, подменяя историческую реальность творческим вымыслом кинорежиссёра, ставшего классиком мирового кинематографа. Так, история и кинематограф прочно связали бывшую лестницу Николаевского бульвара с мятежным экипажем броненосца «Потёмкин», тем самым навсегда превратив её — в Потёмкинскую и символ Одессы. Как бы продолжая эту традицию, на агитационных плакатах времён Великой Отечественной войны Потёмкинская лестница олицетворяла мужество защитников Одессы, а после войны — трудовую доблесть одесситов.

## В музыке
«Потёмкинская лестница — восьмое чудо света» — песня в исполнении Сергея Рогожина.